# Réserve totale de faune de Bontioli
La réserve totale de faune de Bontioli est une réserve naturelle située dans les provinces de l'Ioba et de la Bougouriba de la région du Sud-Ouest au Burkina Faso. Créée en 1957, elle s'étend sur 127 km2 pour la partie de la réserve totale auxquels s'ajoutent 295 km2 pour la partie de la réserve partielle (également appelée « Forêt classée de Bontioli »).

## Caractéristiques

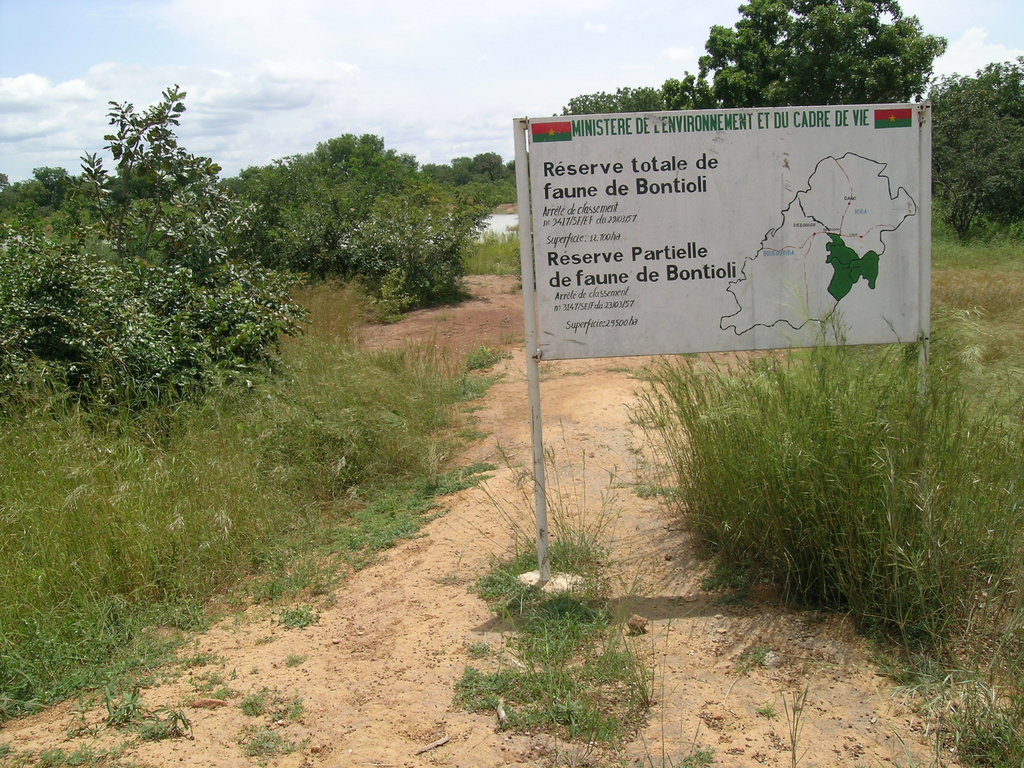
Panneau à l'entrée de la réserve.

La superficie de la réserve totale de faune de Bontioli est de 12 700 hectares principalement répartis sur le territoire de la province de l'Ioba s'étendant entre Diébougou et Zambo. Elle a été créée sous la période coloniale française par le décret no 3417/SE/EF du 29 mars 1957 et tient son nom du village de Bontioli situé au nord-est de l'aire protégée. À la réserve totale, s'ajoute une réserve partielle de faune s'étendant sur 29 500 hectares créée par le décret no 3147/SE/EF du 23 mars 1957. L'ensemble des réserves de Bontioli fait donc 422 km2.
En 1997, les réserves ont pris le statut de ranchs de gibier avec une dégradation progressive des populations animales et des aménagements.
Elle est accessible au nord par la route nationale 12.

## Faune
Les réserves totales et partielles présentes un paysage de savane arborée où se trouvent, parmi les principaux animaux, l'Éléphant d'Afrique, l'Hippotrague, le Guib harnaché, le Cobe de Buffon, le Ourébi, le Redunca, le Bubale, le Phacochère, le Céphalophe de Grimm, le Céphalophe à flancs roux, le Babouin et l'Oryctérope.